# Адыр (Ошская область)
Адыр (кирг. Адыр) — село в Узгенском районе Ошской области Кыргызстана. Входит в состав Мырзыкинского аильного округа. Код СОАТЕ — 41706 255 859 02 0

## Население
По данным переписи 2023 года, в селе проживало 2 058 человек.